# Gåstjärnskölen
Gåstjärnskölen este o arie protejată (arie specială de conservare — SAC, sit de importanță comunitară — SCI) din Suedia întinsă pe o suprafață de 408,5 ha, integral pe uscat.

## Localizare
Centrul sitului Gåstjärnskölen este situat la coordonatele 60°58′50″N 13°35′25″E / 60.9805°N 13.5903°E.

## Înființare
Situl Gåstjärnskölen a fost declarat sit de importanță comunitară în ianuarie 1998 pentru a proteja un număr necunoscut de specii din flora spontană și fauna sălbatică aflate în arealul zonei. Situl a fost protejat și ca arie specială de conservare în martie 2011.

## Biodiversitate
Situată în ecoregiunea boreală, aria protejată conține 6 habitate naturale: Turbării Aapa, Lacuri și iazuri distrofice naturale, Mlaștini împădurite, Taiga vestică, Cursuri de apă de la nivel de câmpie la nivel montan, cu vegetație Ranunculion fluitantis și Callitricho-Batrachion, Mlaștini turboase de tranziție și turbării mișcătoare.
La baza desemnării sitului se află un număr nedeclarat de specii protejate.